# Linda Verstraten
Linda Verstraten (Goirle, 3 april 1992) is een Nederlandse (musical)actrice en zangeres.

## Biografie
Verstraten studeerde in 2015 af aan de opleiding Muziektheater van het Fontys Conservatorium te Tilburg. Als kind zat ze bij TiKiKo (Tilburgs KinderKoor). Op Factorium doorliep ze de MusicAllFactory voor zowel jongeren als volwassenen.
Direct na haar opleiding heeft ze in Maagdenburg in het ensemble van The Rocky Horror Show gestaan. In het seizoen van 2016/2017 stond ze in het ensemble van de musical Ciske de Rat van Stage Entertainment en was ze tevens ook cover van Suus Bruijs en Bet. Naast deze producties speelde ze ook bij Theatergroep Zwerm. Dit is een educatieve theatergroep die voorstellingen speelt voor kinderen op basis- en voortgezet onderwijs. In 2016 heeft ze als solist gezongen bij Welcome to the Sixties, een theaterconcert door Shelton Telesford. Verder treedt ze op als zangeres bij verschillende gelegenheden zoals bruiloften en diners. In 2017/2018 stond Verstraten in de Disney musical Tarzan als cover Jane en Kala in het Metronom Theater Oberhausen, Duitsland. Tevens was zij ook in het ensemble te zien. In 2018/2019 nam ze rol van Jo op zich in de musical Op Hoop Van Zegen bij De Graaf & Cornelissen. Vanaf 28 januari was deze voorstelling te zien in verschillende theaters in Nederland. Linda trad op bij Tijd voor Max en de Musical Sing a-long met het duet 'Een zee van Tranen'. In 2019/2020 stond ze samen met haar vriend Jonathan Demoor in de musical Kinky Boots, waarin ze de rol van Nicola vertolkte en cover was voor de rol van Lauren. Deze voorstelling trok vanaf 11 november langs de Nederlandse theaters en moest op 8 maart vroegtijdig stoppen wegens de Corona-uitbraak.
In seizoen 2021/2022 nam Linda de rol van Kate McGowan in Titanic op zich.
Naast haar musicalwerk spreekt Verstraten stemmen in voor de Nederlandse televisie en geeft als particulier docent zang- en spellessen. Ook verzorgt zij workshops op het gebied van zang- en liedinterpretatie.
Verstraten heeft sinds 2013 een relatie met Belgisch-Nederlandse acteur Jonathan Demoor.

## Theaterrollen
- Midzomernachtdroom (2012) - Helena
- Hamlet (2013) - Ophelia
- 42nd Street (2013) - ensemble
- Rebecca (2013) - Beatrice
- Company (2014) - Sarah
- The Rocky Horror Show (Duitsland) (2015/2016) - ensemble
- Ciske de Rat (2016/2017) - ensemble, cover Suus Bruijs, cover Bet
- Tarzan (Oberhausen) (2017/2018) - ensemble, cover Kala, cover Jane
- Op hoop van zegen (2018/2019) - Jo
- Kinky Boots (2019/2020) - Nicola, understudy Lauren
- Hugo de Groot, de musical (2021) - Elsje van Houweningen
- Titanic (2021/2022) - Kate McGowan
- Checkpoint Charlie (2023) - Lena
- Shrek (2024/2025) - Prinses Fiona

## Stemmenwerk
- Wish (2023)
- Pinocchio (2022)
- Disenchanted
- Shadowhunters
- Harvey Street Kids
- Odd Squad